# Stegopterna freyi
Stegopterna freyi är en tvåvingeart som först beskrevs av Günther Enderlein 1929.  Stegopterna freyi ingår i släktet Stegopterna och familjen knott. Inga underarter finns listade i Catalogue of Life.